# Thị trấn tình yêu
Thị trấn tình yêu (tựa gốc: Elizabethtown) là bộ phim tình cảm hài lãng mạn năm 2005 được đạo diễn và kịch bản bởi Cameron Crowe với 2 diễn viên chính là Orlando Bloom và Kirsten Dunst. Alec Baldwin tham gia vai nhỏ tổng giám đốc hãng giày, còn Susan Sarandon được nhận vai người vợ góa.
Tên của bộ phim được đặt theo thị trấn Elizabethtown, Kentucky.

## Nội dung
Drew Baylor (Bloom) là một chàng trai thành đạt với việc thiết kế giày. Trong thiết kế cuối cùng của mình, vì quá tự tin vào những thành tựu mình từng có, anh đã làm công ty thua lỗ tới 972 triệu $. Drew bị giám đốc (Baldwin) cũng như đồng nghiệp tẩy chay. Quá thất vọng về tai họa do mình gây ra, cùng với việc chia tay bạn gái Ellen (Biel), anh lên kế hoạch tự sát song phải dừng lại đúng những khoảnh khắc cuối cùng khi nhận được cuộc gọi từ em gái Heather (Greer) báo tin cha qua đời vì bị đau tim khi ở nhà cùng gia đình ở thị trấn Elizabethtown, Kentucky. Drew tình nguyện tới nhận di hài cha vì mẹ anh Hollie (Sarandon) từ chối, dẫn tới tranh cãi về nơi an nghỉ của đại gia đình Baylor ở Kentucky – những người vốn coi họ là những người California, cho dù họ mới chỉ chuyển tới California được 27 năm.
Trên chuyến bay về Kentucky, Drew gặp gỡ nữ tiếp viên Claire (Dunst) – một cô gái lạc quan và tốt bụng đã mời anh ngồi ghế trong khoang hạng nhất do máy bay khi đó trống rỗng vì vắng khách. Cô thấy mình có ích và hạnh phúc khi giúp đỡ được Drew, chỉ cho anh đường đi, những hướng dẫn và cả mẹo vặt khi tới nơi. Khi tới Elizabethtown, Drew cảm nhận được tình yêu của đại gia đình, khiến anh cảm thấy dằn vặt vì là "một chàng trai California" và anh đồng ý thu xếp tổ chức lễ hỏa táng cho cha theo đề nghị của mẹ, cho dù nó trái với truyền thống của gia đình. Tới khách sạn nơi có một đám cưới tổ chức kéo dài qua cuối tuần, Drew gọi điện cho mẹ và em gái, rồi bạn gái cũ để giải tỏa những vấn đề trước khi quay lại với ý muốn tự sát. Rồi anh gọi cho Claire, người cũng đang khá mệt mỏi, và cả hai cùng nhau trò chuyện hàng giờ. Cô gợi ý cả hai nên gặp gỡ trước khi cô phải đi dài ngày trong chuyến bay tới Hawaii ngay sáng hôm sau, và họ cùng lái xe trong màn đêm để gặp nhau.
Drew quan tâm nhiều hơn tới cái chết của cha, và khi gặp cô Dora và chú Bill, anh đã biết cha mình trước đây trông như thế nào khi mặc quân phục. Anh nhận ra rằng mình không gửi bộ quân phục cho dịch vụ hỏa táng, và liền nghĩ tới chuyện gửi nó trong quá trình hỏa thiêu. Drew cố gắng dừng việc hỏa táng, song quá muộn. Claire kết thúc chuyến bay và tình cờ gặp Drew ở khách sạn, trở thành bạn với Chuck và Cindy – những người tổ chức đám cưới ở đây. 2 người qua đêm với nhau, cô thổ lộ tình yêu, song anh từ chối vì mình đã làm công ty phá sản và chỉ có một cuộc đời bỏ đi, thậm chí đã nghĩ tới tự sát. Claire cảm thấy thất vọng, nói rằng đó chỉ đơn giản là tiền và tức giận bỏ đi.
Hollie và Heather cùng nhau tới buổi lễ tưởng niệm. Hollie kể những câu chuyện vui và những kỷ niệm với chồng, liên tưởng tới sự nghiệp diễn xuất của mình trước khi nhảy theo điệu nhạc. Claire cũng tới buổi lễ, và trong khi ban nhạc chơi ca khúc "Freebird" khiến khán phòng bốc cháy, chính cô là người bật hệ thống dập lửa. Claire khuyên Drew nên làm một chuyến đi cuối cùng cùng cha, tặng anh tấm bản đồ với những chỉ dẫn cụ thể về những địa điểm quan trọng trên đường đi. Drew đi theo tấm bản đồ, rải tro theo con đường và tại những địa điểm quan trọng cho tới khi anh tới lựa chọn cho chính mình: hoặc là theo tấm bản đồ, hoặc là về nhà. Drew chọn cách thứ nhất, và nó dẫn anh tới một hội chợ nhỏ, nơi Claire đang chờ anh ở đó. Cả hai hôn nhau và Drew nhận ra điều mà Claire cố gắng nói với anh: cuộc đời là chuỗi những cuộc chiến kéo dài, nhưng qua những cuộc chiến đó, ta sẽ có được những phần thưởng xứng đáng và kết quả cuối cùng là một cuộc đời hạnh phúc, vinh quang.

## Phân vai
- Orlando Bloom trong vai Drew Baylor
- Kirsten Dunst trong vai Claire Coleman
- Susan Sarandon trong vai Hollie Baylor
- Alec Baldwin trong vai Phil DeVoss
- Bruce McGill trong vai Bill Banyon
- Judy Greer trong vai Heather Baylor
- Jessica Biel trong vai Ellen Kishmore
- Paul Schneider trong vai Jessie Baylor
- Loudon Wainwright III trong vai cậu Dale
- Gailard Sartain trong vai Charles Dean
- Jed Rees trong vai Chuck Hasboro
- Jim Fitzpatrick trong vai Rusty
- Paula Deen trong vai dì Dora
- Dan Biggers trong vai Uncle Roy
- Alice Marie Crowe trong vai dì Lena
- Tim Devitt trong vai Mitch Baylor
- Ted Manson trong vai Sad Joe
- Shane Lyons trong vai Charlie Bill
- Emily Rutherfurd trong vai Cindy Hasboro

## Sản xuất
Jane Fonda từ đầu đã được chọn cho vai bà mẹ Hollie, song cuối cùng rút lui. Ashton Kutcher, Seann William Scott, Colin Hanks, Chris Evans và James Franco đều được đề nghị thử vai nhân vật Drew. Kutcher đã được lựa chọn, nhưng đạo diễn Cameron Crowe cho rằng khả năng tương tác giữa Kutcher và Dunst là quá thấp và anh đã rời dự án. Jessica Biel vốn được nhắm tới vai nữ chính Claire, và cuối cùng chỉ được giao vai rất nhỏ là bạn gái cũ của Drew.
Ben là nhân vật được nhắc tới trong phim như bạn trai cũ của Claire. Trong những cảnh quay gốc, Ben chỉ là anh trai của Claire.
Một số cảnh quay trong phim được thực hiện tại Louisville, Kentucky, trong đó có khách sạn Brown và nghĩa trang đồi Cave. Cho dù sảnh lớn, hành lang cũng như lối đi của khách sạn Brown là cảnh quay thật thì phòng hội nghị lớn của khách sạn được sao chép tại trường quay của đoàn làm phim. Khi Drew phải đi tới thị trấn Elizabethtown, thực tế anh đã đi nhầm hướng: người ta phát hiện ra anh đi qua con hầm trong công viên Cherokee, ở xa lộ I-64. Thị trấn Elizabethtown nằm trên xa lộ I-65, cách đó hơn 60 dặm.
Cho dù tên phim là Elizabethtown, hầu hết những cảnh quay thị trấn lại được thực hiện ở Versailles, Kentucky. Chỉ có 2 cảnh thực sự được quay tại Elizabethtown do những di tích thương hiệu và lịch sử của thị trấn đã bị thay thế bởi các cửa hàng và nhiều công trình đang xây dựng. Một số cảnh được quay tại LaGrange, Kentucky. Các cảnh còn lại được thực hiện tại công viên Otter Creek ở Meade County, gần Brandenburg. Bộ phim thậm chí còn được quay rải rác tại Scottsbluff, Nebraska; Eureka Springs, Arkansas; Memphis, Tennessee; và Oklahoma City.
Trong ấn bản gốc được trình chiếu tại Liên hoan phim Toronto, đoạn kết nói rằng chiếc giày mà Drew thiết kế cuối cùng trở thành sản phẩm bán chạy khi nó có thể tạo tiếng kêu theo mỗi bước đi. Bản chỉnh sửa rút gọn cuối cùng để phát hành của bộ phim quyết định tạo nên một cái kết mang tính mở hơn.
Bức tranh vẽ Hyde Park của Joni Mitchell cũng được xuất hiện trong phim. Trước đó, một tác phẩm khác của bà cũng được thấy trong bộ phim khác của Crowe, Vanilla Sky.

## Phát hành

### Đánh giá chuyên môn

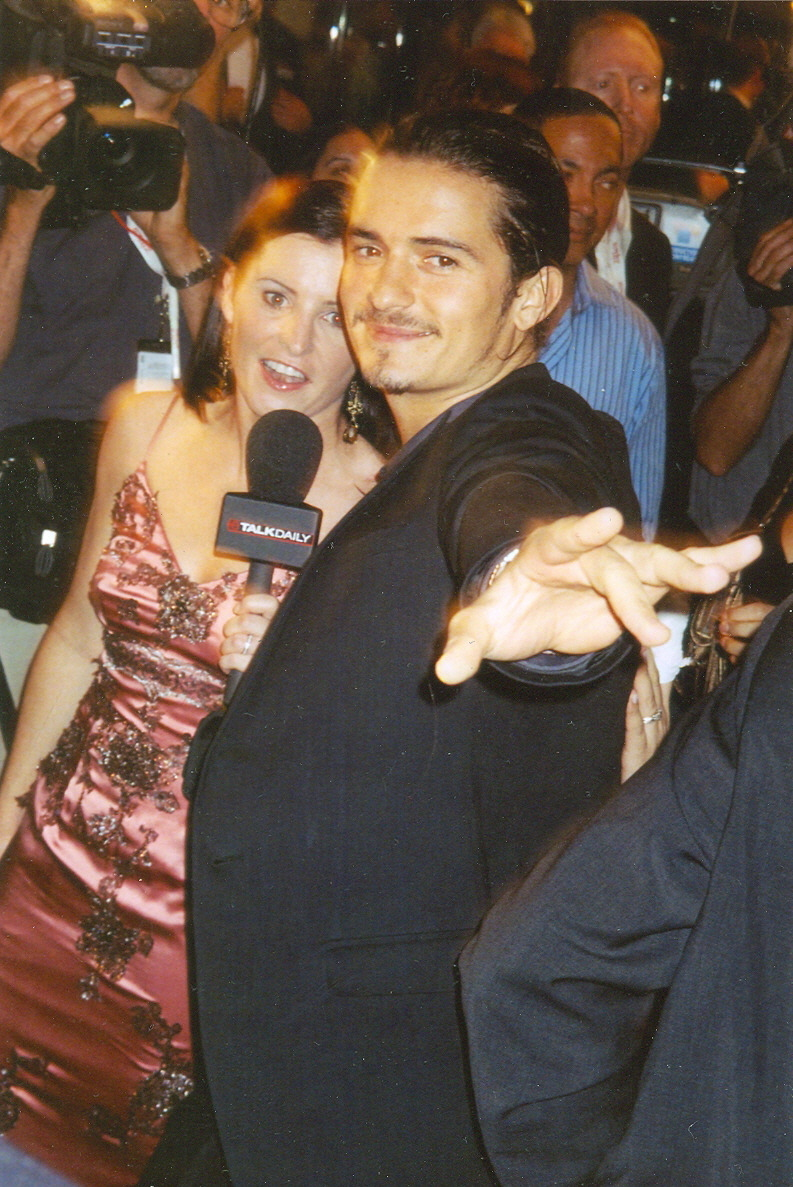
Orlando Bloom trong buổi công chiếu phim tại Liên hoan phim Toronto năm 2005

Bộ phim nhận được chủ yếu những đánh giá khá tiêu cực, đặc biệt ở diễn xuất của Kirsten Dunst cũng như tính thiếu cơ sở của nội dung. Rotten Tomatoes chỉ dành cho bộ phim điểm số 28% sau 166 lượt đánh giá. Kết luận chung của trang web là "Câu chuyện về một tay thiết kế giày túng quẫn buộc phải quay trở về nhà vì câu chuyện buồn của gia đình bỗng chốc trở nên khó hiểu vì những nội dung chưa được phát triển hết cũng như khả năng diễn xuất nghèo nàn." Điểm số của bộ phim trên Metacritic cũng chỉ đạt 45 trên 100 tối đa.
Tuy nhiên, cây viết danh tiếng Roger Ebert dành cho bộ phim cái nhìn tích cực với 3/4 sao tối đa. Ông miêu tả câu chuyện là cuộc "gặp gỡ dễ thương" giàu cảm xúc nhất trong lịch sử điện ảnh. Ông cho rằng cho dù bộ phim không thể so sánh với một trong những sản phẩm nổi tiếng của Crowe là Almost Famous, nó vẫn xuất sắc, làm hài lòng và đôi lúc tạo nên những tràng cười thực thụ. Ebert sau đó viết ra trên trang web của mình một bài phân tích chi tiết chỉ ra rất nhiều yếu tố cho bộ phim rằng Claire thực chất là một thiên thần.
Nhà báo Nathan Rabin của tờ The A.V. Club đã tạo nên khái niệm "Manic Pixie Dream Girl" để miêu tả kiểu nhân vật "sôi nổi và nông cạn" mà Dunst đảm nhiệm trong phim.

### Doanh thu
Elizabethtown được chính thức phát hành ngày 14 tháng 10 năm 2005 ở Mỹ. Bộ phim được trình chiếu tại 2517 rạp với 4.050.915 $ ngay ngày chiếu đầu tiên. Sau khi kết thúc tuần chiếu đầu tiên, bộ phim thu về 10.618.711 $, trở thành bộ phim có doanh thu đứng thứ 3 trong tuần. Tổng cộng, bộ phim kiếm về được 52.034.889 $ trên toàn thế giới sau 68 ngày công chiếu.

## Soundtrack
| Đánh giá chuyên môn | Đánh giá chuyên môn |
| Nguồn đánh giá      | Nguồn đánh giá      |
| Nguồn               | Đánh giá            |
| ------------------- | ------------------- |
| Allmusic – Volume 1 | [ 12 ]              |
| Allmusic – Volume 2 | [ 13 ]              |

Bản soundtrack của bộ phim được phát hành vào ngày 13 tháng 9 năm 2005 bởi RCA Records. Vol. 2 sau đó được phát hành vào ngày 7 tháng 2 năm 2006. Phần nhạc nền hòa tấu được Nancy Wilson phát hành vào ngày 14 tháng 10 năm 2005.

### Danh sách ca khúc
Vol. 1
1. "60B (Etown Theme)" – Nancy Wilson
2. "It'll All Work Out" – Tom Petty and the Heartbreakers
3. "My Father's Gun" – Elton John
4. "10 (This Time Around)" – Helen Stellar
5. "Come Pick Me Up" – Ryan Adams
6. "Where to Begin" – My Morning Jacket
7. "Long Ride Home" – Patty Griffin
8. "Sugar Blue" – Jeff Finlin
9. "Don't I Hold You" – Wheat
10. "Shut Us Down" – Lindsey Buckingham
11. "Let It Out (Let It All Hang Out)" – The Hombres
12. "Hard Times (Come Again No More)" – Eastmountainsouth
13. "Jesus Was a Cross Maker" – The Hollies
14. "Square One" – Tom Petty
15. "Same in Any Language" – I Nine

Vol. 2
1. "Learning to Fly" – Tom Petty and the Heartbreakers
2. "English Girls Approximately" – Ryan Adams
3. "Jesus Was A Crossmaker" – Rachael Yamagata
4. "Funky Nassau Pt. 1" – Beginning of the End
5. "Loro" – Pinback
6. "Moon River" – Patty Griffin
7. "Summerlong" – Kathleen Edwards
8. "...Passing By" – Ulrich Schnauss
9. "You Can't Hurry Love" – The Concretes
10. "River Road" – Nancy Wilson
11. "Same in Any Language" – Ruckus
12. "What Are They Doing in Heaven Today" – Washington Phillips
13. "Words" – Ryan Adams
14. "Big Love" (Live) – Lindsey Buckingham
15. "I Can't Get Next To You" – The Temptations

Nhạc nền hòa tấu
1. "60B (Etown Theme)"
2. "Same in Any Lingo"
3. "Scruffy Busque"
4. "River Kiss"
5. "River Drive"
6. "Headstone"
7. "Grey Sky's Blue"
8. "Flame to Ashes"
9. "Zapata"
10. "Dirty Shirt"
11. "C Roll"
12. "Family Table"
13. "Drew's Theme"
14. "Telephone Waltz"
15. "California Baylor"
16. "River Road"
17. "Fiasco"
18. "Containing Magic"
19. "Bicycle Kid"
20. "Every Snowflake"
21. "Sun on a Rug"

Ghi chú: 2 ca khúc "Pride (In the Name of Love)" (của U2) và "Free Bird" (của Lynyrd Skynyrd) được chơi trong phim song không được đưa vào bất kỳ ấn bản soundtrack nào.